# وليام كامبل

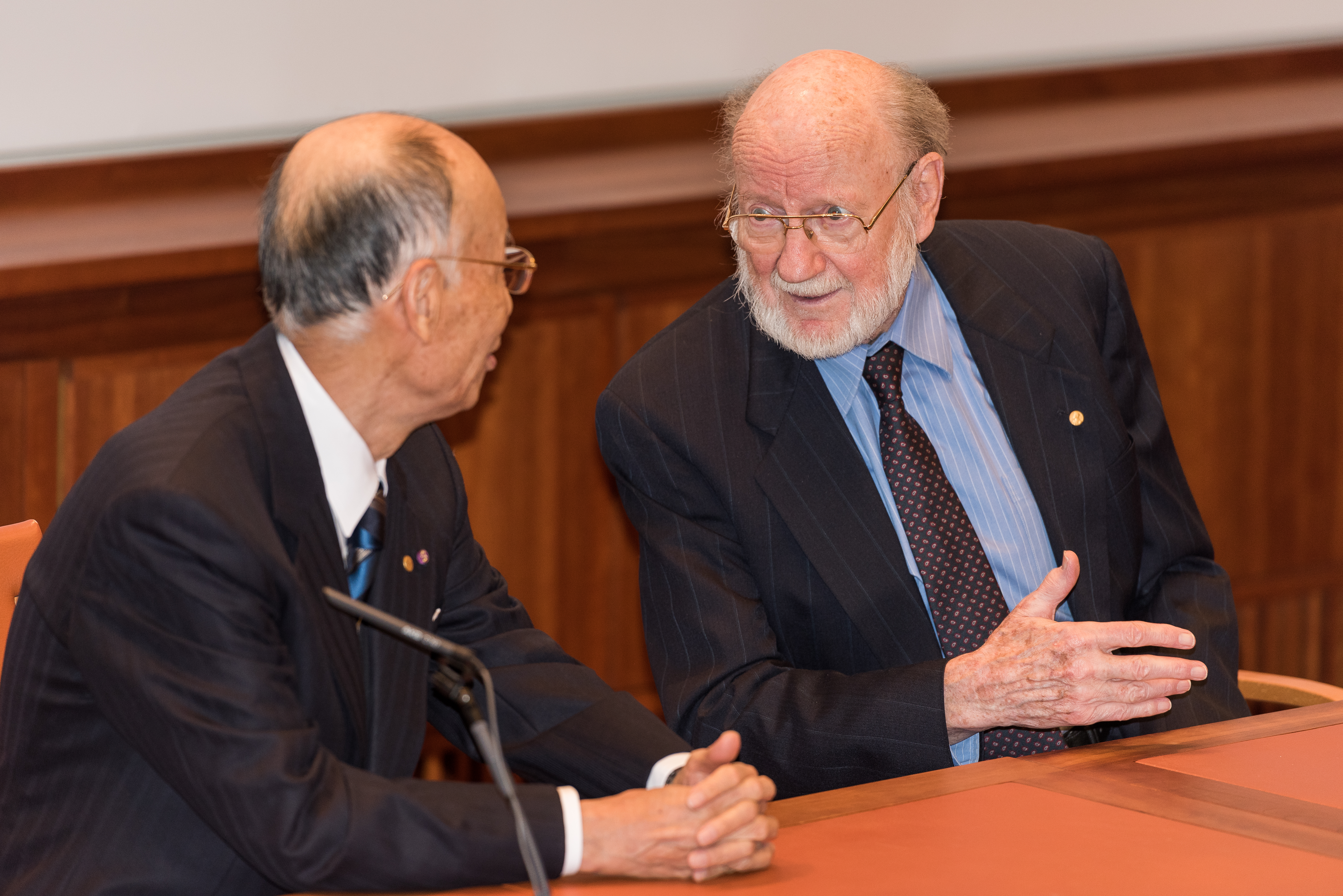
ساتوشي أومورا (يسار) وويليام سي كامبل (يمين) في ستوكهولم ، ديسمبر 2015.

وليام سيسيل كامبل (بالإنجليزية: William Cecil Campbell)‏ بروفسور أيرلندي عالم كيمياء حيوية . حاز على جائزة نوبل في الطب في 2015م مع البروفسور الياباني ساتوشي أومورا.

## روابط خارجية
- وليام كامبل على موقع الموسوعة البريطانية (الإنجليزية)
- وليام كامبل على موقع مونزينجر (الألمانية)